# 2018 en Suède
Chronologie de la Suède
- 2014
- 2015
- 2016
- 2017
- 2018
- 2019
- 2020
- 2021
- 2022

Cet article présente les faits marquants de l'année 2018 en Suède ou relatifs à la Suède.

## Gouvernement
- Monarque : Charles XVI Gustave.
- Premier ministre : Stefan Löfven .

## Événements
- La loi du lycée  2018 (Gymnasielagen 2018en suédois), souvent appelé simplement La loi du lycée ou la nouvelle loi du lycée, est une loi suédoise adoptée le 7 juin 2018[1] dans le cadre de la politique d'asile de la Suède depuis la crise migratoire de 2015 .
- Les Élections législatives suédoises de 2018 se déroulent le 9 septembre 2018 afin de renouveler pour quatre ans les 349 membres du parlement monocaméral suèdois, le Riksdag. Des élections municipales et régionales ont lieu simultanément.
- Les élections régionales suédoises de 2018 se tiennent le 9 septembre 2018, en même temps que les élections législatives et les élections municipales.
- Les élections municipales suédoises de 2018 se tiennent le 9 septembre 2018, en même temps que les élections législatives et les élections régionales.

### Prix Nobel
Les lauréats du Prix Nobel en 2018 sont :
- Prix Nobel de chimie : Frances Arnold, George Smith et Gregory Winter.
- Prix Nobel de littérature : Olga Tokarczuk (décerné en 2019).
- Prix Nobel de la paix : Denis Mukwege (Rép. dém. du Congo) et Nadia Murad (Irak).
- Prix Nobel de physiologie ou médecine : James Allison et Tasuku Honjo.
- Prix Nobel de physique : Arthur Ashkin, Gérard Mourou et Donna Strickland.
- « Prix Nobel » d'économie : William Nordhaus et Paul Romer.

## Art et culture

### Chanson
- Le Melodifestivalen 2018 est le concours de chansons permettant de sélectionner le représentant de la Suède au Concours Eurovision de la chanson 2018. Il consistera en quatre demi-finales (Deltävling), rassemblant sept artistes chacune, une deuxième chance (Andra Chansen) et une finale[2]. Les participants ont été annoncés par SVT le 28 novembre 2017[3].

### Cinéma
- Aniara : L'Odyssée stellaire (Aniara) est un film dano-suédois réalisé par Pella Kågerman et Hugo Lilja, sorti en 2018.
- Astrid (Unga Astrid) est un drame historique dano-germano-suédois réalisé par Pernille Fischer Christensen, sorti en 2018.
- Border (Gräns) est un drame fantastique suédo-danois co-écrit et réalisé par Ali Abbasi, sorti en 2018.
- Brotherhood ou Ikhwène est un court métrage réalisé par Meryam Joobeur et sorti en septembre 2018[4]. C'est une coproduction entre le Canada, la Tunisie, le Qatar et la Suède.
- Fugue est un film dramatique polo-tchéco-suédois réalisé par Agnieszka Smoczyńska, sorti en 2018.
- His Master's Voice est un film hongrois réalisé par György Pálfi, sorti en 2018.
- Holiday est un film dramatique danois écrit et réalisé par Isabella Eklöf et sorti en 2018.
- Hölmö nuori sydän (littéralement « jeune cœur stupide ») est un film finlandais réalisé par Selma Vilhunen, sorti en 2018.
- The House That Jack Built ou au Québec La maison que Jack a construiteest un film dano-franco-germano-suédois écrit et réalisé par Lars von Trier et sorti en 2018.
- Lords of Chaos est un film britannico-suédois de Jonas Åkerlund sorti en 2018.
- Lune de miel (Lemonade) est un film roumano-canado-germano-suédois, premier long métrage de la réalisatrice roumaine Ioana Uricaru et sorti en 2018.
- Millénium : Ce qui ne me tue pas (The Girl in the Spider's Web) est un film de production internationale réalisé par Fede Álvarez, sorti en 2018. Il s'agit d'une adaptation cinématographique, inspirée du roman Ce qui ne me tue pas de David Lagercrantz, qui a repris la trilogie Millénium de Stieg Larsson.
- The Unthinkable (Den blomstertid nu kommer) est un film catastrophe suédois écrit et réalisé par le collectif Crazy Pictures, sorti en 2018.
- Wardi, également connu initialement sous son titre international The Tower (Tårnet en norvégien), est un film d'animation suédo-norvégio-français réalisé par Mats Grorud (en) et sorti en 2018. Il est centré sur des Palestiniens réfugiés au Liban depuis la création d'Israël en 1948.

### Littérature
- Le Vieux qui voulait sauver le monde (suédois : Hundraåringen som fyllde hundraett och försvann) est le quatrième roman de l'écrivain suédois Jonas Jonasson paru dans sa langue d'origine en 2018[5]. Il a été traduit en français par Laurence Mennerich[6].

## Sport

### Athlétisme
- Le Bauhaus-Galan 2018 est la 51e édition du Bauhaus-Galan qui a lieu le 10 juin 2018 au Stade olympique de Stockholm, en Suède. Il constitue la sixième étape de la Ligue de diamant 2018.

### Curling
- Le Championnat du monde double mixte de curling 2018 (nom officiel : World Mixed Doubles Curling Championship) est le 11e championnat du monde double mixte de curling. Il est organisé en Suède dans la ville de Östersund au Östersund Arena du 21 au 28 avril 2018. L'événement s'est tenu conjointement avec le Championnat du monde senior de curling[7].

### Cyclisme
- La 11e édition du contre-la-montre par équipes de l'Open de Suède Vårgårda a eu lieu le 11 août 2018. Elle fait partie de l'UCI World Tour. Elle est remportée par la formation Boels Dolmans.
- La 13e édition de la course en ligne de l'Open de Suède Vårgårda a eu lieu le 13 août 2018. Il s'agit de la dix-huitième manche de l' UCI World Tour féminin. Elle est remportée par la Néerlandaise Marianne Vos.

### Football
- Le championnat de Suède féminin de football 2018 est la 46e édition du championnat de Suède féminin, la 31e dans son organisation actuelle. Les douze meilleurs clubs de football féminin de Suède sont regroupés au sein d'une poule unique, la Damallsvenskan, où ils s'affrontent deux fois au cours de la saison, à domicile et à l'extérieur.
- La saison 2018 d'Allsvenskan est la quatre-vingt-quatorzième édition du championnat de Suède de football de première division. Les seize clubs de l'élite s'affrontent à deux reprises, une fois à domicile et une fois à l'extérieur. À l'issue de la compétition, les deux derniers du classement sont relégués en Superettan, tandis que le club classé 14e doit disputer un barrage de promotion-relégation face au 3e de deuxième division. Le champion sortant, Malmö FF, remet son titre en jeu.
- La coupe de Suède de football 2017-2018 est la 62e édition de la coupe de Suède de football, organisée par la Fédération suédoise de football. Elle prend place du 6 juin 2017 au 10 mai 2018. Elle voit Djurgårdens IF remporter la compétition pour la cinquième fois de son histoire.
- l’équipe de Suède de football participe à la Coupe du monde de football 2018 organisée en Russie du 14 juin au 15 juillet 2018.

### Hockey sur glace
- La saison 2017-2018 est la 43e saison de la SHL pour Svenska hockeyligan ou Swedish Hockey League, le championnat élite de hockey sur glace en Suède. La saison régulière a lieu de septembre 2017 à mars 2018.

### Patinage
- Les Championnats du monde de patinage synchronisé 2018 ont eu lieu le 6 et 7 Avril 2018 à Ericsson Globe à Stockholm en Suède[8].

### Rugby à XV
- Le Championnat de Suède de rugby à XV 2018 également appelé Allsvenskan 2018, oppose les cinq meilleures équipes suédoises de rugby à XV. Il débute le 5 mai 2018 pour s'achever le 6 octobre 2018.

### Sport automobile
- Le Rallye de Suède 2018 est le 2e rallye du Championnat du monde des rallyes 2018. Il se déroule du 15 au 18 février 2018 sur 19 épreuves spéciales. La neige est cette année présente en abondance sur le parcours. Il est remporté par le duo Thierry Neuville et Nicolas Gilsoul. C'est la troisième fois qu'un pilote non nordique remporte l'épreuve, après les français Sébastien Loeb et Sébastien Ogier.

### Sports d'hiver
- La Suède aux participe aux Jeux paralympiques d'hiver de 2018 à Pyeongchang, en Corée du Sud, du 9 au 18 mars 2018. Il s'agit de la douzième participation de ce pays aux Jeux paralympiques d'hiver.
- La Suède participe aux Jeux olympiques d'hiver de 2018 à Pyeongchang en Corée du Sud du 9 au 25 février 2018. Il s'agit de sa vingt-troisième participation à des Jeux d'hiver.

### Squash
- L'Open de Suède de squash 2018 est l'édition 2018 de l'Open de Suède de squash qui se déroule à Linköping du 8 au 11 février 2018. Le tournoi comprend 16 joueurs dont 8 têtes de série et une wild card Rasmus Hult.

### Tennis
- L'édition 2018 du tournoi de tennis de Stockholm se déroule du 15 au 21 octobre, sur dur en intérieur. Elle appartient à la catégorie ATP 250. Stéfanos Tsitsipás remporte l'épreuve en simple, Luke Bambridge et Jonny O'Mara celle en double.
- L'édition masculine 2018 du tournoi de tennis de Suède à Båstad se déroule du 16 au 22 juillet sur terre battue en extérieur. Elle appartient à la catégorie ATP 250. Fabio Fognini remporte l'épreuve en simple, Julio Peralta et Horacio Zeballos celle en double.

### Tennis de table
- Les championnats du monde de tennis de table par équipes 2018, soixante-troisième édition des championnats du monde de tennis de table et neuvième dédiée aux équipes, ont lieu du 29 avril au 6 mai 2018 à Halmstad, en Suède.

## Naissances
- Naissances en Norvège en 2018

## Décès
- Décès en Norvège en 2018